# Jürgen Schulz (Diplomat)

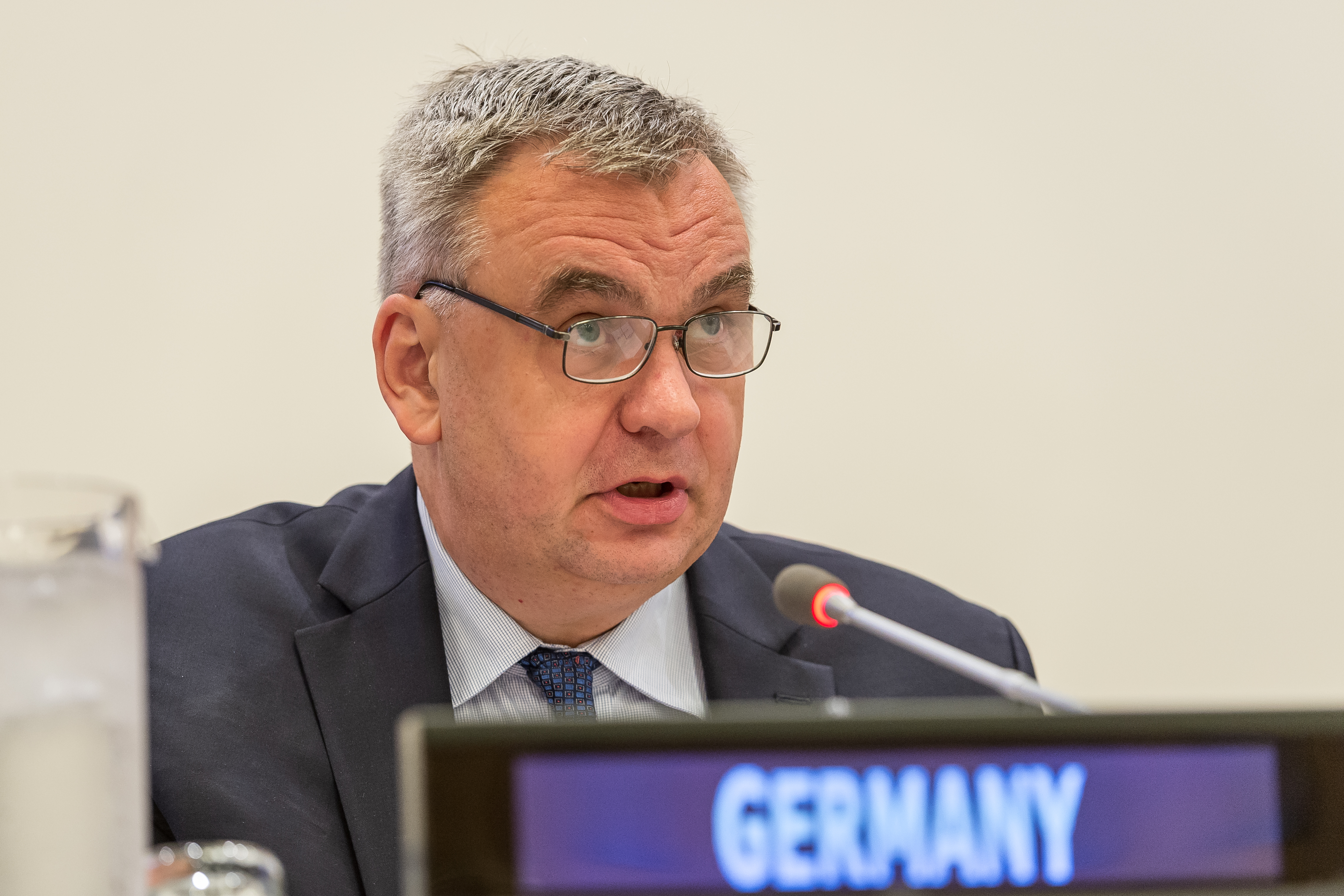
Jürgen Schulz (2018)

Jürgen Schulz (* 1964 in Gladbeck) ist ein deutscher Diplomat. Er ist seit August 2024 Botschafter in Ägypten und Leiter der Botschaft Kairo.

## Leben
Jürgen Schulz erlangte das Abitur in seiner Geburtsstadt Gladbeck und studierte Wirtschaftswissenschaften an der Ruhr-Universität Bochum.
Schulz ist seit 1996 mit der Amerikanerin Sheila Stanton verheiratet.

## Laufbahn
Jürgen Schulz trat 1991 in den Auswärtigen Dienst ein.
Seine erste Auslandsverwendung führte ihn 1993 an die Botschaft in Bischkek, Kirgisistan. Von dort wechselte er 1996 in die Politische Abteilung im Internationalen Stab der NATO in Brüssel. Ab 2001 war er im Westbalkan-Referat des Auswärtigen Amts tätig, dann 2004 im Irak-Stab und von 2005 bis 2008 als stellvertretender Referatsleiter für Europäische Sicherheits- und Verteidigungspolitik. 2008 wechselte Schulz in das Bundeskanzleramt, zunächst als Referatsleiter für Mittel-, Südost- und Osteuropa, den Südkaukasus und Zentralasien. Von 2010 bis 2013 war er Referatsleiter für die USA, Kanada, Türkei, west-, süd- und nordeuropäische Staaten sowie für die Sicherheits- und Abrüstungspolitik.
Nach seiner Rückkehr in das Auswärtige Amt war er von 2013 bis 2016 stellvertretender Politischer Direktor und Beauftragter für Sicherheitspolitik. Zu dieser Tätigkeit wurde Schulz am 3. Dezember 2015 im NSA-Untersuchungsausschuss befragt.
Sein nächster Einsatz brachte ihn als stellvertretenden Ständigen Vertreter Deutschlands im Rang eines Botschafters zu den Vereinten Nationen in New York. Während dieser Zeit war er von 2018 bis 2020 Vizevorstand des Organisationsausschusses der UN Peacebuilding Commission und 2017 Vizepräsident des ECOSOC.
Mitte 2020 trat Schulz sein Amt als Botschafter der Bundesrepublik Deutschland in der Türkei an und wurde am 21. Oktober 2020 vom Präsidenten der Republik Türkei, Recep Tayyip Erdoğan, zur Überreichung seines Beglaubigungsschreibens empfangen. Am 23. Oktober 2021 wies Erdoğan an, ihn und neun weitere Botschafter, die sich für den inhaftierten Menschenrechtsaktivisten Osman Kavala eingesetzt hatten, zu unerwünschten Personen zu erklären. Zwei Tage später nahm Erdoğan von dieser Entscheidung wieder Abstand. Schulz amtierte dort bis Sommer 2024 und wurde dann als Nachfolger von Frank Hartmann deutscher Botschafter in Ägypten.